# Paraturbanella boadeni
Paraturbanella boadeni är en djurart som tillhör fylumet bukhårsdjur, och som beskrevs av Rao och Ganapati 1968. Paraturbanella boadeni ingår i släktet Paraturbanella och familjen Turbanellidae.
Artens utbredningsområde är Indiska oceanen. Inga underarter finns listade i Catalogue of Life.